# Ardisia compressa
Ardisia compressa Kunth – gatunek roślin z rodziny pierwiosnkowatych (Primulaceae). Występuje naturalnie w Meksyku, Belize, Gwatemali, Salwadorze, Hondurasie, Nikaragui, Kostaryce, Panamie, Kolumbii, Wenezueli, Ekwadorze, Brazylii oraz na Trynidadzie i Tobago. 

## Morfologia
PokrójZimozielone drzewo dorastające do 10 m wysokości.
LiścieBlaszka liściowa ma eliptyczny lub podługowaty kształt od eliptycznego do lancetowatego. Mierzy 6–20,5 cm długości oraz 3–9 cm szerokości, jest całobrzega, ma nasadę zbiegającą po ogonku i spiczasty wierzchołek. Ogonek liściowy jest nagi i ma 10 mm długości.
KwiatyZebrane w baldachogronach wyrastających na szczytach pędów. Mają działki kielicha o owalnym kształcie i dorastające do 1–2 mm długości. Płatki są owalne i mają 5–7 mm długości.
OwocPestkowce mierzące 6-8 mm średnicy, o kulistym kształcie.

## Biologia i ekologia
Rośnie w lasach. Występuje na wysokości do 1700 m n.p.m.